# Uffculme
Uffculme est un village et une paroisse civile du Devon, situé dans le sud-ouest de l'Angleterre. 